# Cunusitani
I Cunusitani furono un'antica tribù della Sardegna descritta da Tolomeo. (III, 3) Abitarono a sud dei Coracenses e subito a nord dei Salcitani e dei Lucuidonenses.